# Liga Światowa w Piłce Siatkowej Mężczyzn 2014 (składy)
Artykuł grupuje składy wszystkich reprezentacji narodowych w piłce siatkowej, które wystąpiły w Lidze Światowej 2014.
- Przynależność klubowa na koniec sezonu 2013–14.
- Zawodnicy oznaczeni literą K to kapitanowie reprezentacji.

## Argentyna
Trener:  Julio Velasco
Asystent: Julián Alvares
| Nr | Imię i nazwisko             | Data urodzenia | Wzrost (cm) | Klub                              | Pozycja |
| -- | --------------------------- | -------------- | ----------- | --------------------------------- | ------- |
| 1  | Agustin Ramonda             | 02.06.1991     | 200         | La Union de Formosa               | P       |
| 2  | Javier Filardi (K)          | 07.02.1980     | 190         | UPCN San Juan Volley              | P       |
| 3  | Gustavo Federico Porporatto | 07.05.1981     | 199         | La Union de Formosa               | Ś       |
| 4  | Sebastian Garrocq           | 27.11.1979     | 170         | UPCN San Juan Volley              | L       |
| 5  | Nicolás Uriarte             | 21.03.1990     | 192         | PGE Skra Bełchatów                | R       |
| 6  | Pablo Bengolea              | 08.05.1986     | 197         | UPCN San Juan Volley              | P       |
| 7  | Facundo Conte               | 25.08.1989     | 198         | PGE Skra Bełchatów                | P       |
| 8  | Demián González             | 21.02.1983     | 192         | UPCN San Juan Volley              | R       |
| 9  | Rodrigo Quiroga             | 23.03.1987     | 190         | Volei Brasil Centro de Excelencia | P       |
| 10 | Jose Luiz González          | 27.12.1984     | 206         | BBTS Bielsko-Biała                | A       |
| 11 | Sebastian Solé              | 12.06.1991     | 202         | Trentino Volley                   | Ś       |
| 12 | Federico Pereyra            | 19.06.1988     | 200         | Noliko Maaseik                    | A       |
| 13 | Facundo Imhoff              | 25.01.1989     | 202         | Lomas Volley                      | Ś       |
| 14 | Pablo Crer                  | 12.06.1989     | 205         | Callipo Sport                     | Ś       |
| 15 | Luciano De Cecco            | 02.06.1988     | 194         | Copra Elior Piacenza              | R       |
| 16 | Martín Ramos                | 26.08.1991     | 197         | UPCN San Juan Volley              | Ś       |
| 17 | Franco Massimino            | 23.05.1988     | 177         | Lomas Volley                      | L       |
| 18 | Lucas Ocampo                | 20.03.1986     | 196         | Lomas Volley                      | A       |
| 19 | Maximiliano Gauna           | 29.04.1989     | 197         | Sarmiento Santana Textiles        | Ś       |
| 20 | Alejandro Toro              | 20.07.1989     | 190         | Lomas Volley                      | P       |
| 21 | Sebastián Closter           | 13.05.1989     | 180         | Drean Bolivar                     | L       |
| 22 | Luciano Zornetta            | 06.03.1993     | 182         | Club Boca Juniors                 | A/P     |

## Australia
Trener:  Jon Uriarte
Asystent: Daniel Ilott
| Nr | Imię i nazwisko            | Data urodzenia | Wzrost (cm) | Klub                          | Pozycja |
| -- | -------------------------- | -------------- | ----------- | ----------------------------- | ------- |
| 1  | Aidan Zingel (K)           | 19.11.1990     | 207         | Blu Volley Werona             | Ś       |
| 2  | Jacob Ross Guymer          | 21.06.1993     | 203         | Örkelljunga VK                | Ś       |
| 3  | Nathan Roberts             | 17.02.1986     | 199         | Pallavolo Lugano              | P       |
| 4  | Paul Sanderson             | 07.01.1986     | 195         | Saimaa Volley                 |         |
| 5  | Travis Passier             | 26.04.1989     | 206         | Australian Institute of Sport | Ś       |
| 6  | Thomas Edgar               | 21.06.1989     | 212         | Gumi LIG Insurance Greaters   | A       |
| 7  | Harrison Peacock           | 31.01.1991     | 192         | Australian Institute of Sport | R       |
| 8  | Lewis Mcdonald             | 20.01.1995     | 180         | Australian Institute of Sport | L       |
| 9  | Adam White                 | 08.11.1989     | 203         | Blu Volley Werona             | A       |
| 10 | Benjamin Bell              | 24.02.1990     | 200         | Ślepsk Suwałki                | R       |
| 11 | Luke Perry                 | 20.11.1995     | 180         | Australian Institute of Sport | L       |
| 12 | Nehemiah Mote              | 21.06.1993     | 204         | Australian Institute of Sport | Ś       |
| 13 | Samuel Walker              | 19.02.1995     | 208         | Linköping Volleyball Club     | P       |
| 14 | Greg Sukochev              | 18.02.1988     | 196         | RTU/Robežsardze               | R       |
| 15 | Thomas Douglas-Powell      | 16.09.1992     | 194         | University of Winnipeg        | P       |
| 16 | Luke Smith                 | 30.08.1990     | 204         | VK Příbram                    | A       |
| 17 | Paul Carroll               | 16.05.1986     | 207         | SCC Berlin                    | A       |
| 18 | Lincoln Alexander Williams | 06.10.1993     | 200         | Volley Corigliano             | A       |
| 19 | Jordan Richards            | 25.09.1993     | 193         | Landstede Volleybal           | P       |
| 20 | Alexander Mcmullin         | 01.08.1995     | 201         | Australian Institute of Sport | P       |
| 21 | Arshdeep Dosanjh           | 30.07.1996     | 205         | Australian Institute of Sport | R       |
| 22 | Trent O’Dea                | 11.05.1994     | 201         | Australian Institute of Sport |         |

## Belgia
Trener:  Dominique Baeyens
Asystent: Kris Tanghe
| Nr | Imię i nazwisko      | Data urodzenia | Wzrost (cm) | Klub                         | Pozycja |
| -- | -------------------- | -------------- | ----------- | ---------------------------- | ------- |
| 1  | Bram Van den Dries   | 14.08.1989     | 206         | Beauvais Oise UC             | A       |
| 2  | Hendrik Tuerlinckx   | 01.12.1987     | 195         | Knack Randstad Roeselare     | A       |
| 3  | Sam Deroo            | 29.04.1992     | 202         | Casa Modena                  | P       |
| 4  | Pieter Coolman       | 24.04.1989     | 200         | Knack Randstad Roeselare     | Ś       |
| 5  | Frank Depestele (K)  | 03.09.1977     | 191         | Beauvais Oise UC             | R       |
| 6  | Stijn Dejonckheere   | 21.01.1988     | 184         | Knack Randstad Roeselare     | L       |
| 7  | Florian Malisse      | 14.12.1997     | 191         | TopSport School Vilvoorde    | A       |
| 8  | Kévin Klinkenberg    | 04.10.1990     | 198         | Tours VB                     | P       |
| 9  | Pieter Verhees       | 08.12.1989     | 205         | Andreoli Latina              | Ś       |
| 10 | Simon Van De Voorde  | 19.12.1989     | 208         | Jastrzębski Węgiel           | Ś       |
| 11 | Matthijs Verhanneman | 08.12.1988     | 198         | Knack Randstad Roeselare     | P       |
| 12 | Gert van Walle       | 07.08.1987     | 197         | Altotevere Città di Castello | A       |
| 13 | Lowie Stuer          | 24.11.1995     | 193         | Knack Randstad Roeselare     | L       |
| 14 | Bert Derkoningen     | 10.07.1982     | 189         | Noliko Maaseik               | L       |
| 15 | Sander Depovere      | 08.01.1995     | 196         | Top Volley Precura Antwerpen | R       |
| 16 | Matthias Valkiers    | 08.04.1990     | 198         | Noliko Maaseik               | R       |
| 17 | Arno Van De Velde    | 30.12.1995     | 210         | Knack Randstad Roeselare     | Ś       |
| 18 | Seppe Baetens        | 13.02.1989     | 191         | Top Volley Precura Antwerpen | P       |
| 19 | Martijn Colson       | 08.04.1994     | 203         | Top Volley Precura Antwerpen | Ś       |
| 20 | Jolan Cox            | 12.07.1991     | 194         | Prefaxis Menen               | A       |
| 21 | Francois Lecat       | 19.04.1993     | 200         | Noliko Maaseik               | P       |
| 22 | Yves Kruyner         | 10.05.1990     | 194         | VC Argex Duvel Puurs         | R       |

## Brazylia
Trener:  Bernardo Rezende
Asystent: Roberley Leonaldo
| Nr | Imię i nazwisko                | Data urodzenia | Wzrost (cm) | Klub                | Pozycja |
| -- | ------------------------------ | -------------- | ----------- | ------------------- | ------- |
| 1  | Bruno Rezende (K)              | 02.07.1986     | 190         | Casa Modena         | R       |
| 2  | Isac Santos                    | 13.12.1990     | 205         | Sada Cruzeiro Vôlei | Ś       |
| 3  | Éder Carbonera                 | 19.10.1983     | 204         | Sada Cruzeiro Vôlei | Ś       |
| 4  | Wallace de Souza               | 26.06.1987     | 198         | Sada Cruzeiro Vôlei | A       |
| 5  | Sidnei Dos Santos (Sidão)      | 09.07.1982     | 203         | SESI                | Ś       |
| 6  | Leandro Vissotto Neves         | 30.04.1983     | 212         | RJX Rio de Janeiro  | A       |
| 7  | William Arjona                 | 31.07.1979     | 185         | Sada Cruzeiro Vôlei | R       |
| 8  | Murilo Endres                  | 03.05.1981     | 190         | SESI                | P       |
| 9  | Théo Lopes                     | 31.08.1983     | 199         | UPCN Vóley Club     | A       |
| 10 | Ricardo Lucarelli              | 14.02.1992     | 195         | SESI                | P       |
| 11 | Felipe Lourenço Silva          | 25.08.1990     | 188         | BMG São Bernardo    | L       |
| 12 | Luiz Felipe Fonteles           | 19.06.1984     | 196         | Fenerbahçe SK       | P       |
| 13 | Mauricio de Souza              | 29.09.1988     | 209         | Halkbank Ankara     | Ś       |
| 14 | Rafael Rodrigues de Araújo     | 13.06.1991     | 206         | Taubate             |         |
| 15 | Gustavo Bonatto                | 02.01.1986     | 214         | Meddley Campinas    | Ś       |
| 16 | Lucas Saatkamp                 | 06.03.1986     | 209         | SESI                | Ś       |
| 17 | Murilo Radke                   | 31.01.1989     | 194         | Canoas              | P       |
| 18 | Mauricio Borges Silva          | 04.02.1989     | 197         | Minas Tênis Clube   | P       |
| 19 | Mario da Silva Pedreira Junior | 03.05.1982     | 192         | RJ                  | L       |
| 20 | Raphael Vieira de Oliveira     | 14.06.1979     | 190         | Al Rayyan           | R       |
| 21 | Douglas Souza da Silva         | 20.08.1995     | 198         | São Bernardo        | P       |
| 22 | Lucas Lóh                      | 18.01.1991     | 195         | Minas Tênis Clube   |         |

## Bułgaria
Trener:  Camillo Placi
Asystent: Dario Simoni
| Nr | Imię i nazwisko     | Data urodzenia | Wzrost (cm) | Klub                        | Pozycja |
| -- | ------------------- | -------------- | ----------- | --------------------------- | ------- |
| 1  | Georgi Bratoew      | 21.10.1987     | 203         | Łokomotyw Charków           | R       |
| 2  | Wencisław Trifonow  | 19.01.1992     | 205         | Marek Junion-Iwkoni Dupnica | Ś       |
| 3  | Złatan Jordanow     | 02.03.1991     | 200         | Saint-Nazaire VBA           | A/P     |
| 4  | Martin Bożilow      | 11.04.1988     | 190         | Marek Junion-Iwkoni Dupnica | L       |
| 5  | Ivan Latunow        | 29.06.1990     | 201         | Lewski Siconco Sofia        | Ś       |
| 6  | Danaił Miłuszew     | 03.02.1984     | 200         | Spacer’s de Toulouse        | A       |
| 7  | Branimir Grozdanow  | 21.05.1994     | 198         | CSKA Sofia                  | A/P     |
| 8  | Todor Skrimow       | 09.01.1990     | 191         | Andreoli Latina             | P       |
| 9  | Dobromir Dimitrow   | 07.07.1991     | 198         | KVK Gabrowo                 | R       |
| 10 | Walentin Bratoew    | 21.10.1987     | 203         | VfB Friedrichshafen         | P       |
| 11 | Georgi Seganow      | 10.06.1993     | 198         | CSKA Sofia                  | A       |
| 12 | Wiktor Josifow      | 16.10.1985     | 204         | VfB Friedrichshafen         | Ś       |
| 13 | Teodor Sałparow     | 16.08.1982     | 187         | ASUL Lyon Volley            | L       |
| 14 | Wencisław Ragin     | 08.04.1992     | 201         | VC Montana                  |         |
| 15 | Todor Aleksijew (K) | 21.04.1983     | 204         | Gazprom-Jugra Surgut        | P       |
| 16 | Simeon Aleksandrow  | 18.02.1988     | 194         | Lewski Siconco Sofia        | A/P     |
| 17 | Nikołaj Penczew     | 22.05.1992     | 197         | Resovia                     | P       |
| 18 | Nikołaj Nikołow     | 29.07.1986     | 206         | Matin Varna                 | Ś       |
| 19 | Cwetan Sokołow      | 31.12.1989     | 206         | Trentino Volley             | A       |
| 20 | Wenelin Kadankow    | 31.08.1987     | 205         | Marek Junion-Iwkoni Dupnica | P       |
| 21 | Krasimir Georgiew   | 13.02.1995     | 203         | CSKA Sofia                  | Ś       |
| 22 | Chono Penczew       | 11.12.1994     | 197         | Pirin                       | R       |

## Chiny
Trener:  Zhou Jian’an
Asystent: Liqun Yang
| Nr | Imię i nazwisko  | Data urodzenia | Wzrost (cm) | Klub      | Pozycja |
| -- | ---------------- | -------------- | ----------- | --------- | ------- |
| 1  | Bian Hongmin     | 22.09.1989     | 201         | Zhejiang  | Ś       |
| 2  | Zhao Yichen      | 27.12.1990     | 195         | Army      |         |
| 3  | Yuan Zhi         | 29.09.1981     | 195         | Liaoning  | P       |
| 4  | Zhang Chen       | 28.06.1985     | 201         | Jiangsu   | Ś       |
| 5  | Dai Qingyao      | 26.09.1991     | 205         | Shanghai  | A       |
| 6  | Liang Chunlong   | 25.03.1988     | 206         | Liaoning  | Ś       |
| 7  | Zhong Weijun (K) | 20.04.1989     | 199         | Army      | P       |
| 8  | Cui Jianjun      | 01.08.1985     | 190         | Henan     | P       |
| 9  | Jiao Shuai       | 28.01.1984     | 194         | Henan     | R       |
| 10 | Wang Chen        | 16.11.1987     | 193         | Beijing   |         |
| 11 | Geng Xin         | 15.11.1989     | 208         | Shandong  |         |
| 12 | Shan Qingtao     | 16.01.1986     | 194         | Beijing   |         |
| 13 | Kou Zhichao      | 26.06.1989     | 202         | Shandong  |         |
| 14 | Xu Jingtao       | 07.07.1988     | 202         | Army      | Ś       |
| 15 | Li Runming       | 01.03.1990     | 198         | Shandong  | R       |
| 16 | Ren Qi           | 24.02.1984     | 174         | Shanghai  | L       |
| 17 | Chu Hui          | 11.02.1981     | 187         | Beijing   | L       |
| 18 | Ji Daoshuai      | 07.02.1992     | 195         | Shandong  |         |
| 19 | Fang Yingchao    | 03.08.1982     | 198         | Shanghai  | P       |
| 20 | Zhan Guojun      | 16.12.1988     | 197         | Shanghai  |         |
| 21 | Song Jianwei     | 04.01.1992     | 192         | Shandong  |         |
| 22 | Mao Tianyi       | 02.06.1993     | 200         | Guangdong |         |

## Czechy
Trener:  Zdeněk Šmejkal
Asystent: Jindřich Licek
| Nr | Imię i nazwisko  | Data urodzenia | Wzrost (cm) | Klub                          | Pozycja |
| -- | ---------------- | -------------- | ----------- | ----------------------------- | ------- |
| 1  | Jakub Veselý     | 02.09.1986     | 207         | AZS Częstochowa               | Ś       |
| 2  | Zdeněk Haník     | 11.07.1986     | 178         | VK Ostrava                    | R       |
| 3  | Radek Mach       | 28.09.1984     | 206         | VK Czeskie Budziejowice       | Ś       |
| 4  | Tomas Hyský      | 02.11.1983     | 203         | VK Dukla Liberec              | P       |
| 5  | Jiří Kral        | 08.07.1981     | 202         | Beauvais Oise Université Club | Ś       |
| 6  | Karel Linz       | 20.04.1986     | 200         | Dorozhnik Krasnoyarsk         | A       |
| 7  | Aleš Holubec     | 13.03.1984     | 199         | UGS Nantes Rezé Métropole     | Ś       |
| 8  | Filip Habr (K)   | 27.04.1988     | 201         | VK Czeskie Budziejowice       | R       |
| 9  | Pavel Bartoš     | 20.04.1994     | 191         | VSC Zlín                      | R       |
| 10 | Michal Finger    | 02.09.1993     | 202         | VolleyTeam ČZU Praha          | A       |
| 11 | Martin Kryštof   | 11.10.1982     | 179         | SCC Berlin                    | L       |
| 12 | David Juračka    | 27.05.1989     | 182         | VK Příbram                    | L       |
| 13 | Kamil Baránek    | 02.05.1983     | 198         | Tours VB                      | P       |
| 14 | Adam Bartoš      | 27.04.1992     | 198         | VSC Zlín                      | A       |
| 15 | Jan Štokr        | 16.01.1983     | 205         | Dinamo Krasnodar              | A       |
| 16 | Tomáš Široký     | 26.10.1982     | 196         | VK Ostrava                    | Ś       |
| 17 | Jan Kuliha       | 24.05.1990     | 198         | VK Czeskie Budziejowice       | L/P     |
| 18 | Michal Kriško    | 23.11.1988     | 200         | VK Czeskie Budziejowice       | P/A     |
| 19 | Petr Michálek    | 19.08.1989     | 190         | VK Czeskie Budziejowice       | P       |
| 20 | Vladimír Sobotka | 07.05.1985     | 203         | VK Czeskie Budziejowice       | Ś       |
| 21 | Marek Beer       | 24.05.1988     | 201         | VK Dukla Liberec              | Ś       |
| 22 | Václav Kopáček   | 21.10.1982     | 182         | VK Dukla Liberec              | L       |

## Finlandia
Trener:  Tuomas Sammelvuo
Asystent: Nicola Giolito
| Nr | Imię i nazwisko     | Data urodzenia | Wzrost (cm) | Klub                      | Pozycja |
| -- | ------------------- | -------------- | ----------- | ------------------------- | ------- |
| 1  | Ville Juntura       | 26.03.1988     | 192         | Raision Loimu             | R       |
| 2  | Eemi Tervaportti    | 26.07.1989     | 193         | Knack Randstad Roeselare  | R       |
| 3  | Mikko Esko          | 03.09.1978     | 198         | Gubiernija Niżny Nowogród | R       |
| 4  | Lauri Kerminen      | 18.01.1993     | 185         | UGS Nantes Rezé Métropole | L       |
| 5  | Antti Siltala       | 14.03.1984     | 193         | GFCO Ajaccio Volley-Ball  | P       |
| 6  | Niklas Seppänen     | 30.06.1993     | 192         | Kokkolan Tiikerit         | P       |
| 7  | Eemeli Kouki        | 26.10.1991     | 194         | Hurrikaani-Loimaa         | P       |
| 8  | Elviss Krastins     | 15.09.1994     | 192         | Vammalan Lentopallo       | P       |
| 9  | Tommi Siirilä       | 05.08.1993     | 203         | Kokkolan Tiikerit         | Ś       |
| 10 | Urpo Sivula         | 15.03.1988     | 195         | Arkas Spor Izmir          | P       |
| 11 | Timo Tolvanen       | 08.11.1977     | 183         | LEKA Volley               | L       |
| 12 | Olli Kunnari        | 02.02.1982     | 197         | Vammalan Lentopallo       | P       |
| 13 | Mikko Oivanen       | 26.05.1986     | 198         | Czarni Radom              | A       |
| 14 | Konstantin Shumov   | 15.02.1985     | 205         | Generali Haching          | Ś       |
| 15 | Matti Oivanen       | 26.05.1986     | 198         | AZS Olsztyn               | Ś       |
| 16 | Olli-Pekka Ojansivu | 31.12.1987     | 197         | Kokkolan Tiikerit         | A       |
| 17 | Ville Sorvoja       | 02.12.1990     | 194         | Lentopalloseura Etta      | A       |
| 18 | Jukka Lehtonen (K)  | 22.02.1982     | 197         | PV Lugano                 | Ś       |
| 19 | Jani Sippola        | 04.05.1990     | 191         | Raision Loimu             | R       |
| 20 | Samuli Kaislasalo   | 03.08.1995     | 204         | Hurrikaani-Loimaa         | Ś       |
| 21 | Aleksi Mutka        | 23.03.1995     | 182         | Rantaperkiön Isku         | L       |
| 22 | Joni Savimäki       | 28.01.1991     | 191         | Liiga-Riento              | P       |

## Francja
Trener:  Laurent Tillie
Asystent: Arnaud Josserand
| Nr | Imię i nazwisko       | Data urodzenia | Wzrost (cm) | Klub                     | Pozycja |
| -- | --------------------- | -------------- | ----------- | ------------------------ | ------- |
| 1  | Jonas Aguenier        | 28.04.1992     | 200         | Nantes VB                | Ś       |
| 2  | Jenia Grebennikov     | 13.08.1990     | 188         | VfB Friedrichshafen      | L       |
| 3  | Philippe Tuitoga      | 18.12.1990     | 202         | Paris Volley             | Ś       |
| 4  | Antonin Rouzier       | 18.08.1986     | 201         | Bre Banca Lannutti Cuneo | A       |
| 5  | Rafael Redwitz        | 12.08.1980     | 190         | Montpellier UC           | R       |
| 6  | Benjamin Toniutti (K) | 30.10.1989     | 183         | CMC Rawenna              | R       |
| 7  | Kevin Tillie          | 02.11.1990     | 198         | CMC Rawenna              | P       |
| 8  | Marien Moreau         | 25.10.1983     | 201         | Munich                   | A       |
| 9  | Earvin N’Gapeth       | 12.02.1991     | 194         | Casa Modena              | P       |
| 10 | Kévin Le Roux         | 11.05.1989     | 209         | Copra Elior Piacenza     | Ś       |
| 11 | Julien Lyneel         | 15.04.1990     | 192         | Montpellier UC           | P       |
| 12 | Baptiste Geiler       | 12.03.1987     | 198         | VfB Friedrichshafen      | P       |
| 13 | Ludovic Castard       | 18.01.1983     | 195         | AS Cannes VB             | P       |
| 14 | Nicolas Le Goff       | 15.02.1992     | 204         | Montpellier UC           | Ś       |
| 15 | Samuel Tuia           | 24.07.1986     | 195         | PGE Skra Bełchatów       | P       |
| 16 | Nicolas Maréchal      | 04.03.1987     | 198         | Jastrzębski Węgiel       | P       |
| 17 | Franck Lafitte        | 08.03.1989     | 203         | Montpellier UC           | Ś       |
| 18 | Yoann Jaumel          | 16.09.1987     | 181         | GFCA Ajaccio             | R       |
| 19 | Nicolas Rossard       | 23.05.1990     | 183         | Arago de Sète            | L       |
| 20 | Thibault Rossard      | 28.08.1993     | 195         | Spacer’s de Toulouse     | P       |
| 21 | Mory Sidibé           | 17.06.1987     | 193         | Paris Volley             | A       |
| 22 | Toafa Takaniko        | 29.05.1985     | 192         | Arago de Sète            | R       |

## Hiszpania
Trener:  Fernando Muñoz
Asystent: Carlos Carreño
| Nr | Imię i nazwisko               | Data urodzenia | Wzrost (cm) | Klub                        | Pozycja |
| -- | ----------------------------- | -------------- | ----------- | --------------------------- | ------- |
| 1  | Guillermo Hernán (K)          | 25.07.1982     | 181         | Paris Volley                | R       |
| 2  | Ángel Trinidad de Haro        | 27.03.1993     | 195         | Tonno Callipo Vibo Valentia | R       |
| 3  | Mario Ferrera                 | 18.01.1987     | 187         | Avignon AVB                 | P       |
| 4  | Manuel Sevillano              | 02.07.1981     | 194         | Saint Nazaire Atlantique    | L       |
| 5  | Alejandro Vigil               | 11.02.1993     | 204         | Vero Volley Monza           | Ś       |
| 6  | José Miguel Sugrañes Martínez | 25.08.1985     | 201         | Raision Loimu               | Ś       |
| 7  | Gustavo Delgado Escribano     | 21.01.1986     | 192         | Narbonne Volley             | P       |
| 8  | Marc Altayó Ruiz              | 17.05.1986     | 202         | CAI Voleibol Teruel         | Ś       |
| 9  | Daniel Rocamora Blazquez      | 27.05.1988     | 203         | Unicaja Almería             | Ś       |
| 10 | Jorge Fernández Valcárcel     | 04.05.1989     | 201         | Nantes Rezé MV              | Ś       |
| 11 | Juan Manuel González Limón    | 11.01.1994     | 192         | Marmi Lanza Werona          | P       |
| 12 | Gerard Osorio                 | 29.03.1993     | 200         | ASUL Lyon Volley            | P       |
| 13 | Antoni Llabres                | 20.11.1991     | 189         | Unicaja Almería             | L       |
| 14 | Miguel Angel Fornes           | 06.09.1993     | 200         | Exprivia Molfetta           | Ś       |
| 15 | Andrés Villena                | 27.02.1993     | 194         | Tonno Callipo Vibo Valentia | A       |
| 16 | Juan Carlos Barcala           | 25.01.1984     | 201         | CAI Voleibol Teruel         | A       |
| 17 | Francisco J. Ruiz             | 07.06.1991     | 178         | Cajasol Juvasa              | L       |
| 18 | Israel Rodríguez Calderon     | 27.08.1981     | 194         | Tomis Konstanca             | P       |
| 19 | Pablo Bugallo                 | 20.11.1991     | 196         | Unicaja Almería             | Ś       |
| 20 | Carlos Jiménez                | 12.08.1995     | 192         | Santo Domingo Petrer        | P       |
| 21 | Víctor Manuel Viciana Mera    | 02.10.1983     | 187         | CAI Voleibol Teruel         | R       |
| 22 | Ignacio Sánchez               | 24.02.1991     | 191         | Cajasol Juvasa              | R       |

## Holandia
Trener:  Edwin Benne 
Asystent: Arnold van Ree
| Nr | Imię i nazwisko      | Data urodzenia | Wzrost (cm) | Klub                         | Pozycja |
| -- | -------------------- | -------------- | ----------- | ---------------------------- | ------- |
| 1  | Nimir Abdel-Aziz     | 05.02.1992     | 201         | Ziraat Bankası Ankara        | R       |
| 2  | Yannick van Harskamp | 02.04.1986     | 190         | Top Volley Precura Antwerpen | R       |
| 3  | Daan van Haarlem     | 15.03.1989     | 198         | Prefaxis Menen               | R       |
| 4  | Thijs Ter Horst      | 18.09.1991     | 204         | Marmi Lanza Werona           | P       |
| 5  | Jelte Maan           | 19.03.1986     | 190         | Noliko Maaseik               | P       |
| 6  | Humphrey Krolis      | 13.07.1984     | 194         | Coserplast Openet Matera     | A       |
| 7  | Gijs Jorna           | 30.05.1989     | 195         | Top Volley Precura Antwerpen | L       |
| 8  | Bas van Bemmelen     | 18.08.1989     | 207         | TV Bühl                      | Ś       |
| 9  | Ewoud Gommans        | 17.11.1990     | 202         | TSV Unterhaching             | P       |
| 10 | Jeroen Rauwerdink    | 13.09.1985     | 200         | Bre Banca Lannutti Cuneo     | P       |
| 11 | Dick Kooy (K)        | 03.12.1987     | 202         | ZAKSA Kędzierzyn-Koźle       | P       |
| 12 | Wytze Kooistra       | 03.06.1982     | 209         | Czarni Radom                 | Ś/A     |
| 13 | Maarten van Garderen | 24.01.1990     | 200         | Caffé Aiello Corigliano      | P       |
| 14 | Niels Klapwijk       | 19.09.1985     | 200         | Tonno Callipo Vibo Valentia  | A       |
| 15 | Thomas Koelewijn     | 18.12.1988     | 207         | Top Volley Precura Antwerpen | Ś       |
| 16 | Robin Overbeeke      | 21.03.1989     | 197         | VC Euphony Asse–Lennik       | A       |
| 17 | Michael Parkinson    | 23.11.1991     | 203         | Noliko Maaseik               | Ś       |
| 18 | Robbert Andringa     | 28.04.1990     | 192         | VC Euphony Asse–Lennik       | P       |
| 19 | Dirk Sparidans       | 05.03.1989     | 179         | VC Euphony Asse–Lennik       | L       |
| 20 | Jasper Diefenbach    | 17.03.1988     | 195         | VC Argex Duvel Puurs         | Ś       |
| 21 | Hidde Boswinkel      | 30.03.1995     | 202         | Talentteam Papendal-Arnhem   | A       |
| 22 | Nico Freriks         | 22.12.1981     | 193         | Kalleh Mazandaran VC         | R       |

## Iran

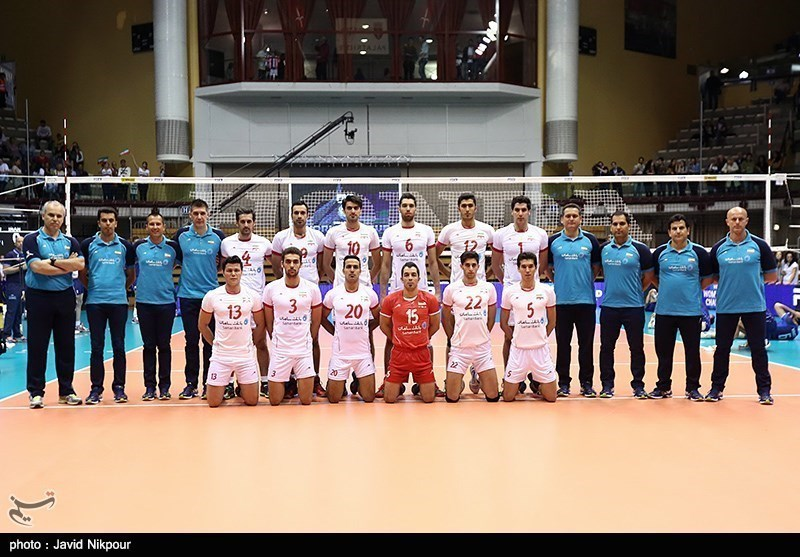
Reprezentacja Iranu w Lidze Światowej 2014

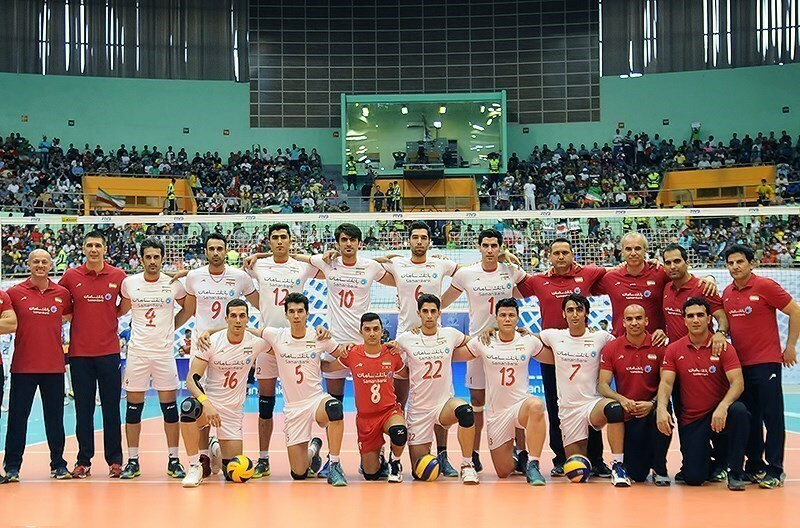
Reprezentacja Iranu w Lidze Światowej 2014

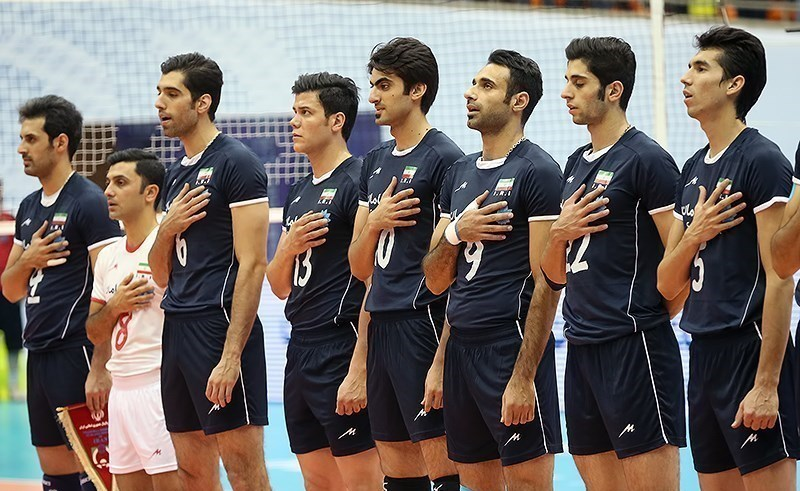
Reprezentanci Iranu przed meczem z reprezentacją Polski w Lidze Światowej 2014

Trener:  Slobodan Kovač
Asystent: Hossein Madani Gh.
| Nr | Imię i nazwisko               | Data urodzenia | Wzrost (cm) | Klub                 | Pozycja |
| -- | ----------------------------- | -------------- | ----------- | -------------------- | ------- |
| 1  | Shahram Mahmoudi              | 20.07.1988     | 198         | Matin Varna          | A       |
| 2  | Saeed Mostafavand             | 04.02.1983     | 195         | Matin Varna          | Ś       |
| 3  | Saman Faezi                   | 23.08.1991     | 204         | Paykan Teheran VC    | Ś       |
| 4  | Mir Saeid Marouflakrani (K)   | 20.10.1985     | 189         | Matin Varna          | R       |
| 5  | Farhad Ghaemi                 | 28.08.1989     | 197         | Barij Esans Kaszan   | P       |
| 6  | Seyed Mohammad Mousavi Eraghi | 22.08.1987     | 203         | Matin Varna          | Ś       |
| 7  | Pourya Fayazi Damnabi         | 12.01.1993     | 194         | Shahrdari Urmia      | P       |
| 8  | Farhad Zarif Ahangaran V.     | 03.03.1983     | 165         | Kalleh Mazandaran VC | L       |
| 9  | Adel Gholami                  | 09.02.1986     | 195         | Kalleh Mazandaran VC | Ś       |
| 10 | Amir Ghafour                  | 06.06.1991     | 202         | Barij Esans Kaszan   | A       |
| 11 | Rahman Davoudi                | 18.02.1988     | 195         | Mizan Khorasan VC    | P       |
| 12 | Mojtaba Mirzajanpour M.       | 07.10.1991     | 195         | Matin Varna          | P       |
| 13 | Mehdi Mahdavi                 | 13.02.1984     | 191         | Barij Esans Kaszan   | R       |
| 14 | Arash Keshavarzi              | 16.02.1987     | 198         | Paykan Teheran VC    |         |
| 15 | Abdolreza Alizadeh Gh.        | 19.02.1987     | 183         | Shahrdari Urmia      | L       |
| 16 | Armin Tashakkori              | 08.12.1986     | 200         | Barij Esans Kaszan   | Ś       |
| 17 | Reza Ghara                    | 31.07.1991     | 200         | Kalleh Mazandaran VC | U       |
| 18 | Mohammad Taher Vadi           | 10.10.1989     | 194         | Matin Varna          | R       |
| 19 | Mahdi Marandi                 | 12.05.1986     | 172         | Shahrdari Tabriz VC  | L       |
| 20 | Alireza Mobasheri Demneh      | 10.06.1988     | 190         | Mizan Khorasan VC    | P       |
| 21 | Alireza Jadidi                | 11.02.1989     | 202         | Kalleh Mazandaran VC | Ś       |
| 22 | Milad Ebadipour Ghara H.      | 17.10.1993     | 202         | Kalleh Mazandaran VC | A       |

## Japonia
Trener:  Masashi Nambu
Asystent: Koichiro Shimbo
| Nr | Imię i nazwisko     | Data urodzenia | Wzrost (cm) | Klub                    | Pozycja |
| -- | ------------------- | -------------- | ----------- | ----------------------- | ------- |
| 1  | Kunihiro Shimizu    | 11.08.1986     | 192         | Panasonic Panthers      | A       |
| 2  | Shinji Takahashi    | 16.07.1980     | 182         | Jtekt Stings            | R       |
| 3  | Kongoh Oh           | 12.05.1984     | 197         | Toray Arrows            | R       |
| 4  | Koichiro Koga       | 30.08.1984     | 171         | Toyoda Gosei Trefuerza  | L       |
| 5  | Shogo Toimoto       | 25.06.1987     | 197         | JT Thunders             | Ś       |
| 6  | Shohei Uchiyama     | 01.11.1987     | 185         | Toyoda Gosei Trefuerza  | R       |
| 7  | Yū Koshikawa (K)    | 30.06.1984     | 189         | JT Thunders             | P       |
| 8  | Ryusuke Tsubakiyama | 18.07.1988     | 197         | Suntory Sunbirds        | P       |
| 9  | Dai Tezuka          | 18.11.1988     | 191         | FC Tokyo                | A       |
| 10 | Shunsuke Chijiki    | 06.09.1989     | 193         | Sakai Blazers           | P       |
| 11 | Hideoki Eto         | 27.12.1989     | 198         | FC Tokyo                | Ś       |
| 12 | Naoya Shiraiwa      | 15.02.1990     | 190         | Toyoda Gosei Trefuerza  | P       |
| 13 | Hideomi Fukatsu     | 01.06.1990     | 180         | Panasonic Panthers      | R       |
| 14 | Sogo Watanabe       | 21.07.1990     | 196         | Panasonic Panthers      |         |
| 15 | Tatsuya Fukuzawa    | 01.07.1986     | 189         | Panasonic Panthers      | P       |
| 16 | Takashi Dekita      | 13.08.1991     | 199         | Sakai Blazers           | A       |
| 17 | Takeshi Nagano      | 11.07.1985     | 176         | Panasonic Panthers      | L       |
| 18 | Yuta Yoneyama       | 29.08.1984     | 185         | Toray Arrows            | P       |
| 19 | Yamato Fushimi      | 24.12.1991     | 207         | Toray Arrows            | Ś       |
| 20 | Satoshi Ide         | 16.01.1992     | 174         | Toray Arrows            | L       |
| 21 | Akihiro Yamauchi    | 30.11.1993     | 204         | Aichi Gakuin University | Ś       |
| 22 | Kentaro Takahashi   | 08.02.1995     | 200         | University of Tsukuba   | Ś       |

## Kanada
Trener:  Glenn Hoag
Asystent: Vincent Pichette
| Nr | Imię i nazwisko      | Data urodzenia | Wzrost (cm) | Klub                        | Pozycja |
| -- | -------------------- | -------------- | ----------- | --------------------------- | ------- |
| 1  | Tyler Sanders        | 14.12.1991     | 191         | Abiant Lycurgus             | R       |
| 2  | John Perrin          | 17.08.1989     | 201         | Arkas Spor Izmir            | P       |
| 3  | Daniel Lewis         | 03.04.1976     | 189         | ZAKSA Kędzierzyn-Koźle      | L       |
| 4  | Jason De Rocco       | 19.09.1989     | 198         | UGS Nantes Rezé Métropole   | A       |
| 5  | Rudy Verhoeff        | 24.06.1989     | 198         | Chaumont VB 52              | A       |
| 6  | Justin Duff          | 10.05.1988     | 202         | Dżakarta Energi             | Ś       |
| 7  | Dallas Soonias       | 25.04.1984     | 200         | Fujian VC                   | A       |
| 8  | Adam Simac           | 09.08.1983     | 203         | PV Lugano                   | Ś       |
| 9  | Dustin Schneider     | 27.02.1985     | 182         | ZAKSA Kędzierzyn-Koźle      | R       |
| 10 | Toontje Van Lankvelt | 01.07.1984     | 197         | ASUL Lyon Volley            | P       |
| 11 | Steve Brinkman       | 12.01.1978     | 203         | Panachaiki Gymnastiki Enosi | Ś       |
| 12 | Gavin Schmitt        | 27.01.1986     | 208         | Arkas Spor Izmir            | A       |
| 13 | Christopher Hoag     | 03.09.1988     | 192         | Tourcoing LM                | P       |
| 14 | Adam Kamiński        | 27.05.1984     | 205         | Czarni Radom                | Ś       |
| 15 | Frederic Winters (K) | 25.09.1982     | 195         | Beijing BAIC Motors         | P       |
| 16 | Stephen Gotch        | 18.10.1985     | 194         | Panachaiki Gymnastiki Enosi | P       |
| 17 | Graham Vigrass       | 17.06.1989     | 205         | Arago de Sète               | Ś       |
| 18 | Nicholas Hoag        | 19.08.1992     | 200         | Tours VB                    | P       |
| 19 | Blair Bann           | 26.02.1988     | 184         | UGS Nantes Rezé Métropole   | L       |
| 20 | Ciaran Mcgovern      | 05.06.1989     | 181         | evivo Düren                 |         |
| 21 | Jay Blankenau        | 27.09.1989     | 194         | MAS NIKI Aiginiou           | R       |
| 22 | Steven Marshall      | 23.11.1989     | 189         | Team Canada                 |         |

## Korea Południowa
Trener:  Park Ki-won
Asystent: Kim Kyoung-hoon
| Nr | Imię i nazwisko | Data urodzenia | Wzrost (cm) | Klub                           | Pozycja |
| -- | --------------- | -------------- | ----------- | ------------------------------ | ------- |
| 1  | Song Myung-geun | 12.03.1993     | 195         | Rush & Cash                    | P       |
| 2  | Han Sun-soo (K) | 16.12.1985     | 189         | Korean Army                    | R       |
| 3  | Kim Gwang-guk   | 13.08.1987     | 188         | Woori Card                     | R       |
| 4  | Jeong Min-su    | 05.10.1991     | 178         | Woori Card                     | L       |
| 5  | Kim Yo-han      | 16.08.1985     | 200         | LIG Insurance                  | P       |
| 6  | Lee Min-gyu     | 03.12.1992     | 194         | Rush & Cash                    | R       |
| 7  | Lee Sun-kyu     | 14.03.1981     | 199         | Samsung Fire & Marine Insuranc | Ś       |
| 8  | Park Sang-ha    | 04.04.1986     | 198         | Korean Army                    | Ś       |
| 9  | Kwak Seung-suk  | 23.03.1988     | 190         | Korean Airlines Co.            | P       |
| 10 | Bu Yong-chan    | 30.11.1989     | 175         | LIG Insurance                  | L       |
| 11 | Choi Min-ho     | 28.04.1988     | 198         | Hyundai Capital co.            | Ś       |
| 12 | Jeon Kwang-in   | 18.09.1991     | 194         | Kepco 45                       | P       |
| 13 | Park Chul-woo   | 25.07.1985     | 198         | Samsung Fire & Marine Insuranc | P       |
| 14 | Lee Kang-joo    | 30.06.1983     | 185         | Samsung Fire & Marine Insuranc | L       |
| 15 | Kim Jeong-hwan  | 23.03.1988     | 196         | Woori Card                     | P       |
| 16 | Choi Hong-suk   | 26.06.1988     | 195         | Woori Card                     |         |
| 17 | Seo Jae-duck    | 21.07.1989     | 195         | Kepco 45                       | P       |
| 18 | Ha Hyun-yong    | 09.05.1982     | 198         | LIG Insurance                  | Ś       |
| 19 | Shin Young-soo  | 01.07.1982     | 197         | Korean Airlines Co.            | P       |
| 20 | Yun Bong-woo    | 20.01.1982     | 199         | Hyundai Capital co.            | Ś       |
| 21 | Kwon Young-min  | 05.07.1980     | 190         | Hyundai Capital co.            | R       |
| 22 | Shin Yung-suk   | 04.10.1986     | 198         | Korean Army                    | Ś       |

## Kuba
Trener:  Rodolfo Luis Sanchez Sanchez
Asystent: Victor Andres Garcia Campos
| Nr | Imię i nazwisko                   | Data urodzenia | Wzrost (cm) | Klub             | Pozycja |
| -- | --------------------------------- | -------------- | ----------- | ---------------- | ------- |
| 1  | Yosvani Gonzalez Nicolas          | 18.04.1988     | 196         | La Habana        | L       |
| 2  | Inovel Romero Valdes              | 28.01.1995     | 197         | Ciego De Avila   | P       |
| 3  | Ricardo Norberto Calvo Manzano    | 02.10.1996     | 193         | Villa Clara      | R       |
| 4  | Javier Ernesto Jimenez Scull      | 16.11.1989     | 198         | Matanzas         |         |
| 5  | Leandro Macias Infante            | 13.02.1990     | 192         | Santiago de Cuba | R       |
| 6  | Keibir Gutiérrez Torres           | 06.05.1987     | 178         | Villa Clara      | L       |
| 7  | Yonder Roman Garcia Alvarez       | 26.02.1993     | 183         | Ciudad Habana    | L       |
| 8  | Rolando Cepeda Abreu (K)          | 13.03.1989     | 198         | Sancti Spiritus  | A       |
| 9  | Livan Osoria Rodriguez            | 05.02.1994     | 201         | Santiago de Cuba |         |
| 10 | Danger Quintana                   | 19.05.1994     | 200         | La Habana        | Ś       |
| 11 | Lazaro Raydel Fundora Travieso    | 13.02.1994     | 195         | La Habana        |         |
| 12 | Abrahan Alfonso Gavilan           | 23.02.1995     | 197         | La Habana        | U       |
| 13 | David Fiel                        | 28.08.1993     | 204         | Ciudad Habana    | Ś       |
| 14 | Osniel Cecilio Rendon Gonzalez    | 26.06.1996     | 202         | Matanzas         | A       |
| 15 | Dariel Albo Miranda               | 11.02.1992     | 201         | Ciudad Habana    | Ś       |
| 16 | Isbel Mesa Sandoval               | 02.06.1989     | 204         | La Habana        | Ś       |
| 17 | Felix Emilio Chapman Piñeiro      | 05.10.1996     | 198         | Mayabeque        | Ś       |
| 18 | Denny De Jesus Hernandez Martinez | 24.02.1994     | 190         | Pinar Del Rio    |         |
| 19 | Mario Luis Rivera Sanchez         | 26.10.1982     | 180         | Pinar Del Rio    |         |
| 20 | Osmany Uriarte Mestre             | 04.06.1995     | 197         | Sancti Spiritus  |         |
| 21 | Luis Guillermo Jimeno Hernandez   | 04.11.1995     | 197         | Matanzas         | A       |
| 22 | Jorge Felix Caraballo Castillo    | 15.10.1996     | 202         | Villa Clara      | Ś       |

## Meksyk
Trener:  Sergio Hernandez
Asystent: Ivan Contreras
| Nr | Imię i nazwisko              | Data urodzenia | Wzrost (cm) | Klub                      | Pozycja |
| -- | ---------------------------- | -------------- | ----------- | ------------------------- | ------- |
| 1  | Jesus Valdemar Valdés Loredo | 05.10.1990     | 188         | Tigres                    | U       |
| 2  | Daniel Vargas                | 01.09.1986     | 199         | Unam                      | A       |
| 3  | Marco Antonio Macias Vargas  | 12.02.1985     | 193         | A.J.Fonte do Bastardo     |         |
| 4  | Gustavo Meyer                | 03.10.1979     | 193         | Unam                      | P       |
| 5  | Jesus Rangel                 | 20.09.1980     | 193         | Halcones                  | L       |
| 6  | José Roberto Mendoza Perdomo | 31.05.1993     | 170         | Imss                      | L       |
| 7  | Jorge Quiñones (K)           | 13.11.1981     | 186         | Guanajuato                |         |
| 8  | Edgar Herrera                | 22.01.1988     | 194         | Cocoteros                 |         |
| 9  | Carlos Guerra                | 03.08.1981     | 196         | Chenois Geneve Volleyball |         |
| 10 | Pedro Rangel                 | 16.09.1988     | 194         | Moerse                    | R       |
| 11 | Jorge Barajas                | 07.05.1991     | 187         | Tigres                    | R       |
| 12 | Ismael Guerrero              | 15.03.1988     | 204         | Uas                       | Ś       |
| 13 | Samuel Cordova               | 13.03.1989     | 200         | Cocoteros                 | Ś       |
| 14 | Tomas Aguilera               | 15.11.1988     | 202         | Chihuahua                 | Ś       |
| 15 | Martin Petris                | 23.07.1990     | 195         | Halcones                  |         |
| 16 | Jesus Alberto Perales        | 22.12.1993     | 200         | Halcones                  |         |
| 17 | Nestor Orellana              | 07.01.1992     | 190         | Tigres                    | A       |
| 18 | Ignacio Ramirez              | 17.09.1976     | 185         | Cocoteros                 |         |
| 19 | Ivan Marquez                 | 02.01.1991     | 195         | Imss                      |         |
| 20 | Julian Duarte                | 19.06.1994     | 200         | Sonora                    |         |
| 21 | Jose Martinez                | 23.01.1993     | 200         | Imss                      |         |
| 22 | Gonzalo Ruiz De La Cruz      | 28.04.1988     | 186         | Imss                      |         |

## Niemcy
Trener:  Vital Heynen
Asystent: Stefan Hübner
| Nr | Imię i nazwisko     | Data urodzenia | Wzrost (cm) | Klub                         | Pozycja |
| -- | ------------------- | -------------- | ----------- | ---------------------------- | ------- |
| 1  | Christian Fromm     | 15.08.1990     | 204         | Altotevere Città di Castello | P       |
| 2  | Markus Steuerwald   | 07.03.1989     | 182         | Paris Volley                 | L       |
| 3  | Ruben Schott        | 08.07.1994     | 192         | SCC Berlin                   | P       |
| 4  | Merten Krüger       | 08.11.1990     | 195         | VSG Coburg/Grub              | R       |
| 5  | Sebastian Kühner    | 15.03.1987     | 203         | SCC Berlin                   | A       |
| 6  | Denis Kaliberda     | 24.06.1990     | 193         | Copra Elior Piacenza         | P       |
| 7  | Dirk Westphal       | 31.01.1986     | 203         | Czarni Radom                 | Ś       |
| 8  | Marcus Böhme (K)    | 25.08.1985     | 211         | Generali Haching             | Ś       |
| 9  | Jan Zimmermann      | 12.02.1993     | 190         | VfB Friedrichshafen          | R       |
| 10 | Jochen Schöps       | 08.10.1983     | 200         | Resovia                      | A       |
| 11 | Lukas Kampa         | 29.11.1986     | 196         | Casa Modena                  | R       |
| 12 | Ferdinand Tille     | 08.12.1988     | 185         | Generali Haching             | L       |
| 13 | Simon Hirsch        | 03.04.1992     | 204         | Generali Haching             | A       |
| 14 | Tom Strohbach       | 27.05.1992     | 196         | Generali Haching             | P       |
| 15 | Tim Broshog         | 02.12.1987     | 205         | Moerser SC                   | Ś       |
| 16 | Marvin Prolingheuer | 29.06.1990     | 209         | TV Bühl                      | A       |
| 17 | Moritz Reichert     | 15.03.1995     | 194         | VI Frankfurt                 |         |
| 18 | Michael Andrei      | 06.08.1985     | 210         | Saint Nazaire VB Atlantique  | Ś       |
| 19 | Björn Höhne         | 27.03.1991     | 192         | TV Bühl                      | P       |
| 20 | Philipp Collin      | 28.10.1990     | 204         | Tours VB                     | Ś       |
| 21 | Jaromir Zachrich    | 14.04.1985     | 201         | evivo Düren                  | Ś       |
| 22 | Georg Klein         | 22.08.1991     | 201         | evivo Düren                  | Ś       |

## Polska
Trener:  Stéphane Antiga
Asystent: Philippe Blain
| Nr | Imię i nazwisko      | Data urodzenia | Wzrost (cm) | Klub                       | Pozycja |
| -- | -------------------- | -------------- | ----------- | -------------------------- | ------- |
| 1  | Piotr Nowakowski     | 18.12.1987     | 205         | Resovia                    | Ś       |
| 2  | Michał Winiarski (K) | 28.09.1983     | 200         | Fakieł Nowy Urengoj        | P       |
| 3  | Dawid Konarski       | 31.08.1989     | 198         | Resovia                    | A       |
| 4  | Łukasz Wiśniewski    | 03.02.1989     | 198         | ZAKSA Kędzierzyn-Koźle     | Ś       |
| 5  | Paweł Zagumny        | 18.10.1977     | 200         | ZAKSA Kędzierzyn-Koźle     | R       |
| 6  | Bartosz Kurek        | 29.08.1988     | 205         | Lube Banca Marche Macerata | P       |
| 7  | Karol Kłos           | 08.08.1989     | 201         | PGE Skra Bełchatów         | Ś       |
| 8  | Andrzej Wrona        | 27.12.1988     | 205         | PGE Skra Bełchatów         | Ś       |
| 9  | Grzegorz Bociek      | 06.06.1991     | 206         | ZAKSA Kędzierzyn-Koźle     | A       |
| 10 | Mariusz Wlazły       | 04.08.1983     | 194         | PGE Skra Bełchatów         | A       |
| 11 | Fabian Drzyzga       | 03.01.1990     | 196         | Resovia                    | R       |
| 12 | Paweł Woicki         | 19.06.1983     | 183         | Transfer Bydgoszcz         | R       |
| 13 | Michał Kubiak        | 18.07.1988     | 191         | Jastrzębski Węgiel         | P       |
| 14 | Michał Ruciak        | 22.08.1983     | 189         | ZAKSA Kędzierzyn-Koźle     | P       |
| 15 | Łukasz Żygadło       | 02.08.1979     | 200         | Zenit Kazań                | R       |
| 16 | Krzysztof Ignaczak   | 15.05.1978     | 188         | Resovia                    | L       |
| 17 | Paweł Zatorski       | 21.06.1990     | 184         | PGE Skra Bełchatów         | L       |
| 18 | Marcin Możdżonek     | 09.02.1985     | 211         | ZAKSA Kędzierzyn-Koźle     | Ś       |
| 19 | Wojciech Ferens      | 05.04.1991     | 194         | ZAKSA Kędzierzyn-Koźle     | P       |
| 20 | Mateusz Mika         | 21.01.1991     | 206         | Montpellier UC             | P       |
| 21 | Rafał Buszek         | 28.04.1987     | 194         | Indykpol AZS Olsztyn       | P       |
| 22 | Łukasz Perłowski     | 03.04.1984     | 203         | Resovia                    | Ś       |

## Portoryko
Trener:  David Aleman
Asystent: Esai Velez
| Nr | Imię i nazwisko    | Data urodzenia | Wzrost (cm) | Klub     | Pozycja |
| -- | ------------------ | -------------- | ----------- | -------- | ------- |
| 1  | José Rivera        | 02.07.1977     | 192         | Carolina | P       |
| 2  | Edgardo Goás       | 27.01.1989     | 197         | Arecibo  | R       |
| 3  | Juan Figueroa      | 06.03.1986     | 189         | Guaynabo | U       |
| 4  | Dennis Del Valle   | 27.01.1989     | 175         | Guaynabo | L       |
| 5  | Roberto Muñiz      | 11.06.1980     | 196         | Arecibo  | U       |
| 6  | Angel Perez        | 20.05.1982     | 190         | Guaynabo | R       |
| 7  | Enrique Escalante  | 06.08.1984     | 195         | Guaynabo | Ś       |
| 8  | Josue Núñez        | 07.05.1985     | 196         | Guaynabo |         |
| 9  | Jose Miguel Mulero | 25.10.1991     | 170         | Mayaguez | L       |
| 10 | Ezequiel Cruz      | 15.07.1986     | 193         | Guaynabo | P       |
| 11 | Maurice Torres     | 06.07.1991     | 192         |          |         |
| 12 | Héctor Soto        | 20.06.1978     | 197         | Guaynabo | A       |
| 13 | Juan Vazquez       | 23.01.1991     | 188         |          |         |
| 14 | Mannix Roman       | 17.01.1983     | 190         | Guaynabo | Ś       |
| 15 | Pablo Guzman       | 02.06.1987     | 188         | Guaynabo |         |
| 16 | Jackson Rivera     | 19.08.1987     | 186         | Guaynabo | P       |
| 17 | Pedrito Sierra     | 21.07.1989     | 196         | Fajardo  |         |
| 18 | Jean Carlos Ortiz  | 23.02.1988     | 193         | Guaynabo | A       |
| 19 | Sequiel Sanchez    | 24.03.1990     | 182         | Guaynabo | P       |
| 20 | Fernando Morales   | 04.02.1982     | 186         | Guaynabo | R       |
| 21 | Jon H. Rivera      | 05.01.1996     | 193         |          |         |
| 22 | Brian Negron       | 15.02.1996     | 199         |          |         |

## Portugalia
Trener:  Hugo Silva
Asystent: Carlos Plata
| Nr | Imię i nazwisko             | Data urodzenia | Wzrost (cm) | Klub                    | Pozycja |
| -- | --------------------------- | -------------- | ----------- | ----------------------- | ------- |
| 1  | Marcel Keller Gil           | 08.05.1990     | 206         | SL Benfica              | Ś       |
| 2  | Ivo Aniceto                 | 25.05.1987     | 199         | Castelo Maia GC         | Ś       |
| 3  | Joao Coelho                 | 24.06.1981     | 185         | SL Benfica              | L       |
| 4  | Idner Faustino Lima Martins | 19.12.1978     | 195         | HotVolleys Wiedeń       | P       |
| 5  | Marco Ferreira              | 04.10.1987     | 202         | SC Espinho              | A       |
| 6  | Alexandre Ferreira          | 13.11.1991     | 203         | Trentino Volley         | P       |
| 7  | Ivo Casas                   | 21.09.1992     | 182         | Castelo Maia GC         | L       |
| 8  | Tiago Jorge da Silva Violas | 27.03.1989     | 193         | Vitória Sport Clube     | R       |
| 9  | Nuno Araujo Pinheiro        | 31.12.1984     | 193         | Tours VB                | R       |
| 10 | Bernardo Martins            | 03.02.1995     | 185         | Castelo Maia GC         | P       |
| 11 | Joao Oliveira               | 31.07.1995     | 194         | SL Benfica              | P       |
| 12 | João José (K)               | 07.06.1978     | 195         | AJF Bastardo            | Ś       |
| 13 | Valdir Sequeira             | 22.11.1981     | 196         | SK Posojilnica Aich/Dob | A       |
| 14 | Flavio Cruz Goncalves       | 28.08.1982     | 195         | SL Benfica              | P       |
| 15 | José Gomes                  | 21.10.1994     | 198         | GC Vilacondense         | P       |
| 16 | Hugo Gaspar                 | 02.09.1982     | 200         | SL Benfica              | A       |
| 17 | Miguel Rodrigues            | 02.03.1993     | 191         | SL Benfica              | R       |
| 18 | Andre Reis Lopes            | 12.09.1982     | 193         | AS Cannes               | U       |
| 19 | Manuel Silva                | 28.12.1973     | 192         | SC Espinho              | U       |
| 20 | Filipe Sousa                | 25.01.1995     | 199         | GC Vilacondense         | Ś       |
| 21 | Jose Vieira                 | 06.06.1983     | 200         | CS Maritimo             | A       |
| 22 | Pedro Nogueira              | 06.10.1991     | 194         | CA Madalena             | Ś       |

## Rosja
Trener:  Andriej Woronkow
Asystent: Sergio Busato
| Nr | Imię i nazwisko     | Data urodzenia | Wzrost (cm) | Klub                      | Pozycja |
| -- | ------------------- | -------------- | ----------- | ------------------------- | ------- |
| 1  | Dmitrij Kowalow     | 15.03.1991     | 198         | Prikamje Perm             | R       |
| 2  | Siergiej Makarow    | 28.03.1980     | 196         | Kuzbass Kemerowo          | R       |
| 3  | Nikołaj Apalikow    | 26.08.1982     | 203         | Zienit Kazań              | Ś       |
| 4  | Taras Chtiej (K)    | 22.05.1982     | 205         | Lokomotiw Biełgorod       | P       |
| 5  | Siergiej Grankin    | 21.01.1985     | 195         | Dinamo Moskwa             | R       |
| 6  | Jewgienij Siwożelez | 06.08.1986     | 196         | Zienit Kazań              | P       |
| 7  | Nikołaj Pawłow      | 22.05.1982     | 196         | Gubiernija Niżny Nowogród | A       |
| 8  | Dienis Biriukow     | 08.12.1988     | 202         | Dinamo Moskwa             | P       |
| 9  | Aleksiej Spiridonow | 26.06.1988     | 196         | Fakieł Nowy Urengoj       | P       |
| 10 | Siergiej Sawin      | 07.10.1988     | 201         | Gubiernija Niżny Nowogród | P       |
| 11 | Aleksiej Ostapienko | 26.05.1986     | 208         | Gubiernija Niżny Nowogród | Ś       |
| 12 | Artiom Smolar       | 04.02.1985     | 209         | Gazprom-Jugra Surgut      | Ś       |
| 13 | Dmitrij Muserski    | 29.10.1988     | 218         | Lokomotiw Biełgorod       | Ś       |
| 14 | Artiom Wolwicz      | 22.01.1990     | 208         | Lokomotiw Nowosybirsk     | Ś       |
| 15 | Dmitrij Iljinych    | 31.01.1987     | 201         | Lokomotiw Biełgorod       | P       |
| 16 | Aleksiej Wierbow    | 31.01.1982     | 183         | Zienit Kazań              | L       |
| 17 | Maksim Michajłow    | 19.03.1988     | 202         | Zienit Kazań              | A       |
| 18 | Aleksiej Rodicziew  | 24.03.1988     | 196         | Gazprom-Jugra Surgut      | A/P     |
| 19 | Maksim Żygalow      | 26.07.1989     | 201         | Lokomotiw Biełgorod       | A       |
| 20 | Artiom Jermakow     | 16.03.1982     | 188         | Dinamo Moskwa             | L       |
| 21 | Walentin Gołubiew   | 03.05.1992     | 190         | Lokomotiw Nowosybirsk     | L       |
| 22 | Dienis Ziemczonok   | 11.08.1987     | 203         | Dinamo Krasnodar          | A       |

## Serbia
Trener:  Igor Kolaković
Asystent: Strahinja Kozić
| Nr | Imię i nazwisko         | Data urodzenia | Wzrost (cm) | Klub                      | Pozycja |
| -- | ----------------------- | -------------- | ----------- | ------------------------- | ------- |
| 1  | Nikola Kovačević        | 14.02.1983     | 193         | Calzedonia Werona         | P       |
| 2  | Uroš Kovačević          | 06.05.1993     | 197         | Casa Modena               | P       |
| 3  | Marko Ivović            | 22.12.1990     | 192         | Paris Volley              | P       |
| 4  | Nemanja Petrić          | 28.07.1987     | 202         | Sir Safety Perugia        | P       |
| 5  | Vlado Petković          | 06.01.1983     | 198         | Shahrdari Urmia           | R       |
| 6  | Filip Stoilović         | 11.10.1992     | 196         | OK Crvena zvezda Belgrad  | P       |
| 7  | Dragan Stanković (K)    | 18.10.1985     | 205         | Lube Banca Macerata       | Ś       |
| 8  | Milan Katić             | 22.10.1993     | 201         | OK Vojvodina Nowy Sad     | P       |
| 9  | Nikola Jovović          | 13.02.1992     | 197         | VfB Friedrichshafen       | R       |
| 10 | Miloš Nikić             | 31.03.1986     | 194         | Gubiernija Niżny Nowogród | P       |
| 11 | Mihajlo Mitić           | 17.09.1990     | 201         | Sir Safety Perugia        | R       |
| 12 | Dejan Radić             | 06.11.1984     | 200         | OK Vojvodina Nowy Sad     | Ś       |
| 13 | Dušan Petković          | 27.01.1992     | 200         | OK Crvena zvezda Belgrad  | A       |
| 14 | Aleksandar Atanasijević | 04.09.1991     | 200         | Sir Safety Perugia        | A       |
| 15 | Saša Starović           | 19.10.1988     | 207         | Andreoli Latina           | A       |
| 16 | Aleksa Brđović          | 29.07.1993     | 201         | PGE Skra Bełchatów        | R       |
| 17 | Neven Majstorović       | 17.03.1989     | 192         | Partizan Vizura Belgrad   | L       |
| 18 | Marko Podraščanin       | 29.08.1987     | 204         | Lube Banca Macerata       | Ś       |
| 19 | Nikola Rosić            | 05.08.1984     | 192         | Energy Investments Lugano | L       |
| 20 | Srećko Lisinac          | 17.05.1992     | 205         | SCC Berlin                | Ś       |
| 21 | Petar Krsmanović        | 01.06.1990     | 206         | Djerdap Kladovo           | Ś       |
| 22 | Aleksandar Okolić       | 26.06.1993     | 204         | OK Crvena zvezda Belgrad  | Ś       |

## Słowacja
Trener:  Flavio Gulinelli
Asystent: Marek Kardoš
| Nr | Imię i nazwisko   | Data urodzenia | Wzrost (cm) | Klub                        | Pozycja |
| -- | ----------------- | -------------- | ----------- | --------------------------- | ------- |
| 1  | Milan Bencz       | 05.09.1987     | 206         | Itely Milano                | A       |
| 2  | Tomáš Kriško      | 19.12.1988     | 202         | Spartak VKP Myjava          | Ś       |
| 3  | Emanuel Kohút (K) | 21.07.1982     | 206         | Bre Banca Lannutti Cuneo    | Ś       |
| 4  | Martin Repak      | 31.03.1981     | 191         | Saint-Nazaire VBA           | R       |
| 5  | Matej Kubš        | 26.05.1988     | 188         | VK Prievidza                | L       |
| 6  | Martin Vlk        | 09.07.1984     | 191         | BBTS Bielsko-Biała          | P       |
| 7  | Tomáš Halanda     | 25.04.1992     | 195         | CV Mitteldeutschland        | A       |
| 8  | Michal Červeň     | 16.12.1977     | 205         | GFCO Ajaccio Volley-Ball    | Ś       |
| 9  | Roman Ondrusek    | 06.02.1980     | 191         | Cambrai Volley              | L       |
| 10 | Igor Rehák        | 31.03.1989     | 200         | VK Ostrava                  | A       |
| 11 | Peter Janusek     | 25.04.1983     | 200         | Foinikas SC Syros Island    | P       |
| 12 | Matej Paták       | 08.06.1990     | 197         | Beauvais Oise UC            | P       |
| 13 | Martin Sopko      | 30.01.1982     | 195         | Galatasaray Istanbul        | P       |
| 14 | Šimon Krajčovič   | 28.06.1996     | 205         | COP Trenčín                 | Ś       |
| 15 | Juraj Zaťko       | 05.06.1987     | 192         | AZS Politechnika Warszawska | R       |
| 16 | Jozef Piovarči    | 09.11.1984     | 206         | Czarni Radom                | Ś       |
| 17 | František Ogurčák | 24.04.1984     | 198         | Tonno Callipo Vibo Valentia | P       |
| 18 | Lubos Kostolani   | 28.11.1990     | 203         | VSC Zlín                    | P       |
| 19 | Michal Hruška     | 13.03.1987     | 197         | SK Aich/Dob                 | Ś       |
| 20 | Peter Kasper      | 12.03.1985     | 201         | Cuprum Lubin                | Ś       |
| 21 | Miroslav Jakubov  | 04.06.1987     | 197         | Chemes Humenne              |         |
| 22 | Filip Palgut      | 23.09.1991     | 202         | CV Mitteldeutschland        | R       |

## Stany Zjednoczone
Trener:  John Speraw
Asystent: Matt Fuerbringer
| Nr | Imię i nazwisko    | Data urodzenia | Wzrost (cm) | Klub                              | Pozycja |
| -- | ------------------ | -------------- | ----------- | --------------------------------- | ------- |
| 1  | Matthew Anderson   | 18.04.1987     | 202         | Zenit Kazań                       | P       |
| 2  | Sean Rooney (K)    | 13.11.1982     | 206         | Woori Card Hansea                 | P       |
| 3  | Taylor Sander      | 17.03.1992     | 196         | BYU                               | P       |
| 4  | David Lee          | 08.03.1982     | 203         | Shanghai Volleyball Club          | Ś       |
| 5  | Ryan Ammerman      | 30.12.1985     | 205         | USA Men’s Volleyball Team         | R       |
| 6  | Paul Lotman        | 03.11.1985     | 200         | Resovia                           | P       |
| 7  | Kawika Shoji       | 11.11.1987     | 190         | SCC Berlin                        | L       |
| 8  | William Priddy     | 01.10.1977     | 194         | USA Men’s Volleyball Team         | P       |
| 9  | Murphy Troy        | 31.05.1989     | 202         | St. Nazaire V.B. Atlantique       | A       |
| 10 | Antonio Ciarelli   | 13.04.1990     | 183         | USA Men’s Volleyball Team         | P       |
| 11 | Micah Christenson  | 08.05.1993     | 198         | University of Southern California | R       |
| 12 | Russell Holmes     | 01.07.1982     | 205         | Büyükşehir Belediyesi Stambuł     | Ś       |
| 13 | Vaafuti Tavana     | 25.09.1987     | 200         | Toulouse O.A.C.-T.U.C.            | Ś       |
| 14 | Jeffrey Menzel     | 31.10.1988     | 199         | Noliko Maaseik                    | A       |
| 15 | Carson Clark       | 20.01.1989     | 205         | Transfer Bydgoszcz                | A       |
| 16 | Dustin Watten      | 27.10.1986     | 182         | A.S. Orange Nassau                | L       |
| 17 | Maxwell Holt       | 12.03.1987     | 205         | Dinamo Moskwa                     | Ś       |
| 18 | Garrett Muagututia | 26.02.1988     | 205         | Transfer Bydgoszcz                | P       |
| 19 | Alfredo Reft       | 15.12.1982     | 178         | USA Men’s Volleyball Team         | L       |
| 20 | David Smith        | 15.05.1985     | 201         | Tours VB                          | Ś       |
| 21 | James Shaw         | 05.03.1994     | 203         | Stanford University               | R/A     |
| 22 | Erik Shoji         | 24.08.1989     | 184         | Hypo Tirol Innsbruck              | L       |

## Tunezja
Trener:  Fethi Mkaouar
Asystent: Riadh Hedhili
| Nr | Imię i nazwisko               | Data urodzenia | Wzrost (cm) | Klub        | Pozycja |
| -- | ----------------------------- | -------------- | ----------- | ----------- | ------- |
| 1  | Saddem Hmissi                 | 16.02.1991     | 186         | E.S.Tunis   | L       |
| 2  | Ahmed Kadhi                   | 19.04.1989     | 199         | E.S.Sahel   | Ś       |
| 3  | Marouane M'Rabet              | 05.06.1985     | 186         | E.S.Sahel   | R       |
| 4  | Marouen Garci                 | 21.03.1988     | 197         | E.S.Sahel   | A       |
| 5  | Samir Sellami (K)             | 13.07.1977     | 195         | C.S.Sfaxien | R       |
| 6  | Mohamed Ali Ben Othmen Miladi | 12.05.1991     | 188         | C.O.Kélibia | A       |
| 7  | Elyes Karamosli               | 22.08.1989     | 198         | E.S.Tunis   | P       |
| 8  | Mohamed Ben Slimen            | 29.11.1981     | 187         | E.S.Tunis   | R       |
| 9  | Hakim Zouari                  | 28.03.1988     | 197         | C.S.Sfaxien | Ś       |
| 10 | Hamza Nagga                   | 29.05.1990     | 191         | E.S.Sahel   | A       |
| 11 | Ismail Moalla                 | 30.01.1990     | 195         | C.S.Sfaxien | U       |
| 12 | Anouer Taouerghi              | 17.08.1983     | 178         | C.S.Sfaxien | L       |
| 13 | Noureddine Hfaiedh            | 27.08.1973     | 200         | C.S.Sfaxien | A       |
| 14 | Bilel Ben Hassine             | 22.06.1983     | 195         | E.S.Tunis   | Ś       |
| 15 | Hichem Kaabi                  | 13.09.1986     | 194         | E.S.Tunis   | A       |
| 16 | Khaled Ben Slimene            | 14.12.1994     | 193         | C.O.Kélibia |         |
| 17 | Mohamed Arbi Ben Abdallah     | 03.01.1991     | 196         | C.S.Sfaxien |         |
| 18 | Mohamed Ayech                 | 31.03.1991     | 198         | E.S.Sahel   | U       |
| 19 | Bahri Messaoud                | 21.06.1991     | 185         | E.S.Sahel   | U       |
| 20 | Omar Agrebi                   | 26.08.1992     | 205         | C.S.Sfaxien | Ś       |
| 21 | Nabil Miladi                  | 28.02.1988     | 196         | E.S.Tunis   | Ś       |
| 22 | Skander Ben Tara              | 22.01.1985     | 205         | E.S.Tunis   | Ś       |

## Turcja
Trener:  Emanuele Zanini
Asystent: Alper Hamurcu
| Nr | Imię i nazwisko       | Data urodzenia | Wzrost (cm) | Klub                          | Pozycja |
| -- | --------------------- | -------------- | ----------- | ----------------------------- | ------- |
| 1  | Mustafa Koç           | 23.02.1992     | 202         | Arkas Spor Izmir              | Ś       |
| 2  | Turgay Doğan          | 14.02.1984     | 190         | Fenerbahçe SK                 |         |
| 3  | Arslan Ekşi (K)       | 17.07.1985     | 199         | Fenerbahçe SK                 | R       |
| 4  | Metin Toy             | 03.05.1994     | 202         | Fenerbahçe SK                 | A       |
| 5  | Hasan Yeşilbudak      | 11.01.1984     | 192         | Arkas Spor Izmir              | L       |
| 6  | Kemal Kayhan          | 02.01.1983     | 200         | Fenerbahçe SK                 | Ś       |
| 7  | Baturalp Burak Güngör | 28.07.1993     | 189         | Ziraat Bankası Ankara         |         |
| 8  | Burutay Subaşı        | 15.07.1990     | 195         | Halkbank Ankara               |         |
| 9  | Caner Çiçekoğlu       | 11.05.1985     | 190         | Konak Belediye                |         |
| 10 | Emre Batur            | 21.04.1988     | 202         | Halkbank Ankara               | Ś/P     |
| 11 | Yiğit Gülmezoğlu      | 28.12.1995     | 194         | Arkas Spor Izmir              | R       |
| 12 | Tomi Čošković         | 22.04.1979     | 200         | Büyükşehir Belediyesi Stambuł | P       |
| 13 | Emin Gök              | 15.02.1988     | 202         | Fenerbahçe SK                 | Ś       |
| 14 | Faik Samet Güneş      | 27.05.1993     | 203         | Fenerbahçe SK                 |         |
| 15 | Cansın Ogbai Enaboifo | 07.09.1995     | 193         | Çankaya Belediye              | A       |
| 16 | Cüneyt Dağcı          | 13.02.1985     | 209         | Ziraat Bankası Ankara         |         |
| 17 | Murat Yenipazar       | 01.01.1993     | 193         | Konak Belediye                |         |
| 18 | Ufuk Minici           | 20.01.1991     | 201         | Bornova Anadolu Lisesi        |         |
| 19 | Burak Mert            | 23.10.1990     | 185         | Büyükşehir Belediyesi Stambuł | L       |
| 20 | Faik Yaz              | 09.04.1984     | 199         | Tokat Plevne Belediye         |         |
| 21 | Yasin Aydın           | 11.07.1995     | 190         | Tofaş Spor                    | P       |
| 22 | Murat Karakaya        | 27.06.1987     | 190         | Ziraat Bankası Ankara         |         |

## Włochy

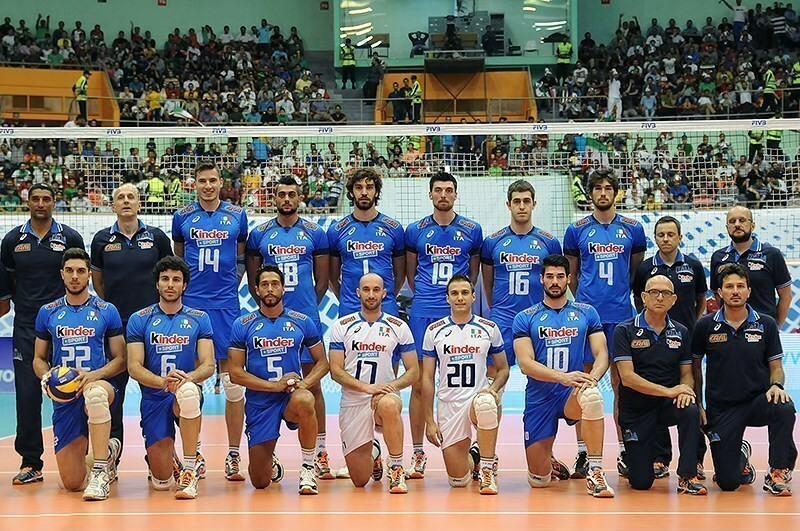
Reprezentanci Włoch w Lidze Światowej 2014

Trener:  Mauro Berruto
Asystent: Andrea Brogioni
| Nr | Imię i nazwisko        | Data urodzenia | Wzrost (cm) | Klub                              | Pozycja |
| -- | ---------------------- | -------------- | ----------- | --------------------------------- | ------- |
| 1  | Thomas Beretta         | 18.04.1990     | 205         | Casa Modena                       | Ś       |
| 2  | Jiří Kovář             | 10.04.1989     | 202         | Cucine Lube Banca Marche Macerata | P       |
| 3  | Simone Parodi          | 16.06.1986     | 196         | Cucine Lube Banca Marche Macerata | P       |
| 4  | Luca Vettori           | 26.04.1991     | 200         | Copra Elior Piacenza              | A       |
| 5  | Antonio Corvetta       | 28.09.1977     | 188         | Altotevere Città di Castello      | R       |
| 6  | Gabriele Maruotti      | 25.03.1988     | 195         | Bre Banca Lannutti Cuneo          | P       |
| 7  | Salvatore Rossini      | 13.07.1986     | 185         | Andreoli Latina                   | L       |
| 8  | Davide Saitta          | 23.06.1987     | 182         | Exprivia Molfetta                 | R       |
| 9  | Ivan Zaytsev           | 02.10.1988     | 202         | Cucine Lube Banca Marche Macerata | P/A     |
| 10 | Filippo Lanza          | 03.03.1991     | 198         | Trentino Volley                   | P       |
| 11 | Simone Buti            | 19.09.1983     | 206         | Sir Safety Perugia                | Ś       |
| 12 | Daniele Mazzone        | 04.06.1992     | 208         | Exprivia Molfetta                 | Ś       |
| 13 | Dragan Travica         | 28.08.1986     | 200         | Biełogorje Biełgorod              | R       |
| 14 | Matteo Piano           | 24.10.1990     | 208         | Altotevere Città di Castello      | Ś       |
| 15 | Emanuele Birarelli (K) | 08.02.1981     | 202         | Trentino Volley                   | Ś       |
| 16 | Michele Baranowicz     | 05.08.1989     | 196         | Cucine Lube Banca Marche Macerata | R       |
| 17 | Andrea Giovi           | 19.08.1983     | 183         | Sir Safety Perugia                | L       |
| 18 | Giulio Sabbi           | 10.08.1989     | 201         | Exprivia Molfetta                 | A       |
| 19 | Simone Anzani          | 24.02.1992     | 204         | Blu Volley Werona                 | Ś       |
| 20 | Massimo Colaci         | 21.02.1985     | 180         | Trentino Volley                   | L       |
| 21 | Michele Fedrizzi       | 21.05.1991     | 192         | Trentino Volley                   | P       |
| 22 | Luigi Randazzo         | 30.04.1994     | 198         | Tonno Callipo Vibo Valentia       | A       |